# Petite Louve
Pour les articles homonymes, voir Petite Louve (homonymie).
Petite Louve est une série de bande dessinée pour la jeunesse, sortie en avril 2004.
- Scénario : Bénédicte Gourdon
- Dessins : Marc Moreno
- Couleurs : Éric Moreno

## Synopsis
Petite Louve est une petite fille d'une tribu indienne.

## Albums

### Tome 1
- Petite Louve (2004)

### Tome 2
- Alvin (2005)

## Publication

### Éditeurs
- Delcourt (Collection Jeunesse) : Tomes 1 et 2 (première édition des tomes 1 et 2).